# سیکندرا

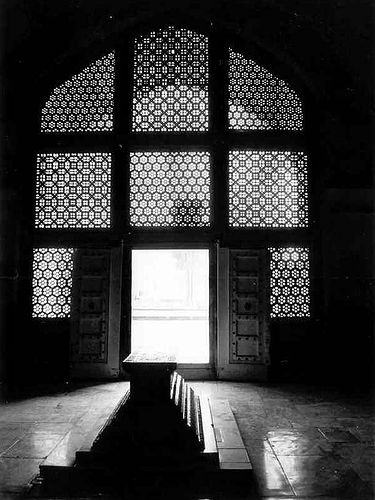
سیکاندرا آرامگاه جلال‌الدین محمد اکبر بزرگترین پادشاه هندوستان

سیکَندَرا (انگلیسی: Sikandra) نام شهرکی است که در نزدیکی شهر اگرا در ایالت اوتار پرادش در کشور هندوستان واقع است و آرامگاه جلال‌الدین محمد اکبر سومین و بزرگترین پادشاه سلسله گورکانیان هند در آن بنا شده‌است. مقبرهٔ اکبر که به نام منطقه یعنی سیکاندرا شهرت دارد در مساحتی حدود ۱۱۹ جریب یا ۴۸۲۰۰۰ متر مربع ساخته شده‌است.
این بنا با ماسه سنگ قرمز ساخته شده و با مرمر جواهر نشان شده‌است. اکبر به این رنگ از سنگ بسیار علاقه داشت و اغلب بناهای ساخته شده در زمان او با این مصالح ساخته شده‌است. اکبر به جای دهلی شهر اگرا را به عنوان پایتخت برگزید و در آبادانی این شهر بسیار مؤثر بود. اکبر سعی به توافق رساندن بین ادیان مختلف رایج در هند کرد. او اهل تساهل بود و طی فرمانروایی طولانی و با اقتدار خود، سهم عمده‌ای در ایجاد آرامش در شبه قاره هند و شکوفایی امپراتوری گورکانیان به عهده داشت. از او به عنوان بزرگترین پادشاه هندوستان یاد می‌شود.

## تاریخچه
اکبر ساخت این آرامگاه را قبل از فوت برای خودش در سال ۱۶۰۰ شروع کرد اما این بنا به وسیله پسرش جهانگیر در سال ۱۶۱۳م (۱۰۲۲ ش) به اتمام رسید.

## مشخصات بنا
این آرامگاه همچون اغلب آثار گورکانی با الهام از معماری ایرانی در مرکز باغی به شیوهٔ چهارباغ قرار دارد. خطوط افقی به‌کار رفته در نمای آن از مقبره همایون در دهلی بیش‌تر است. زیرا در ساخت این بنا ردیف‌هایی از ماسه سنگ (قهوه‌ای مایل به قرمز) با یک تراس مرمرین در نمای فوقانی ساختمان به جای گنبد به کار رفته‌است. تأثیر بسیار مهم‌تر با دروازه جنوبی یه سمت باغ ایجاد شده که نقوش گیاهی برجسته و طرح‌های هندسی آن با ترصیع مرمر سفید و سنگ تزئین شده و سر آن (نوک آن) با چهار مناره مرمرین پوشانده شده‌است.
مقبره اصلی مانند اغلب آرامگاه‌ها در زیرزمین بنا واقع است. عناصر تزئینی این بنا در مقبره‌ای که نورجهان (۱۵۷۷–۱۶۴۵) همسر جهانگیر در اگرا برای پدرش اعتمادالدوله (متوفی به سال ۱۶۲۲م/۱۰۳۲ ش) ساخت یک‌باره در اندازه‌ای کوچکتر اما با تأثیری عالی و استادانه آورده شده‌است.

## نگارخانه

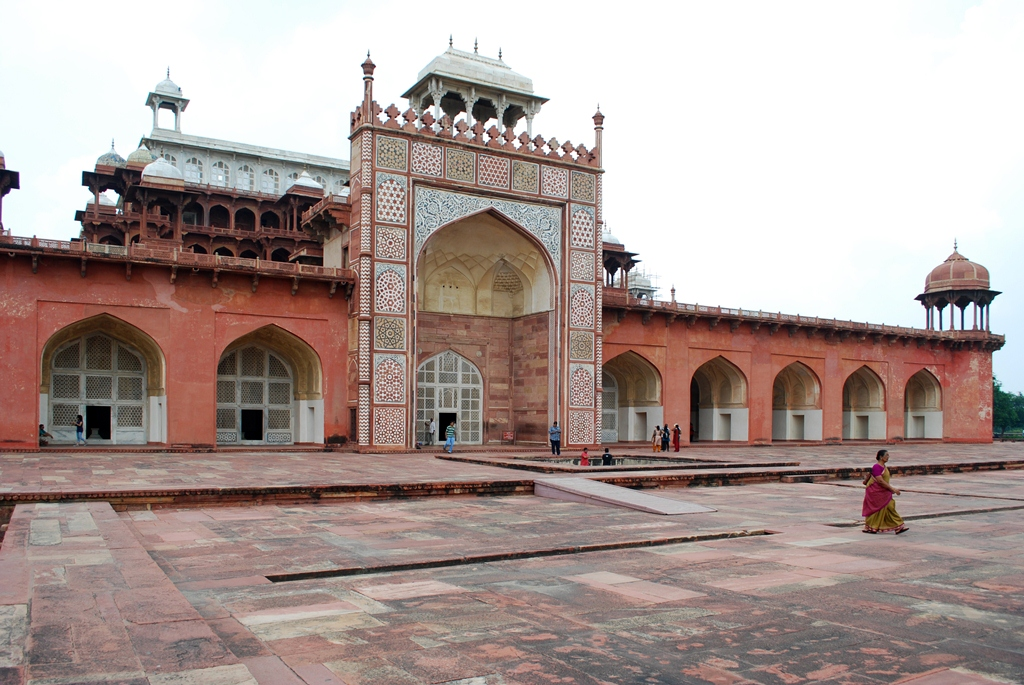
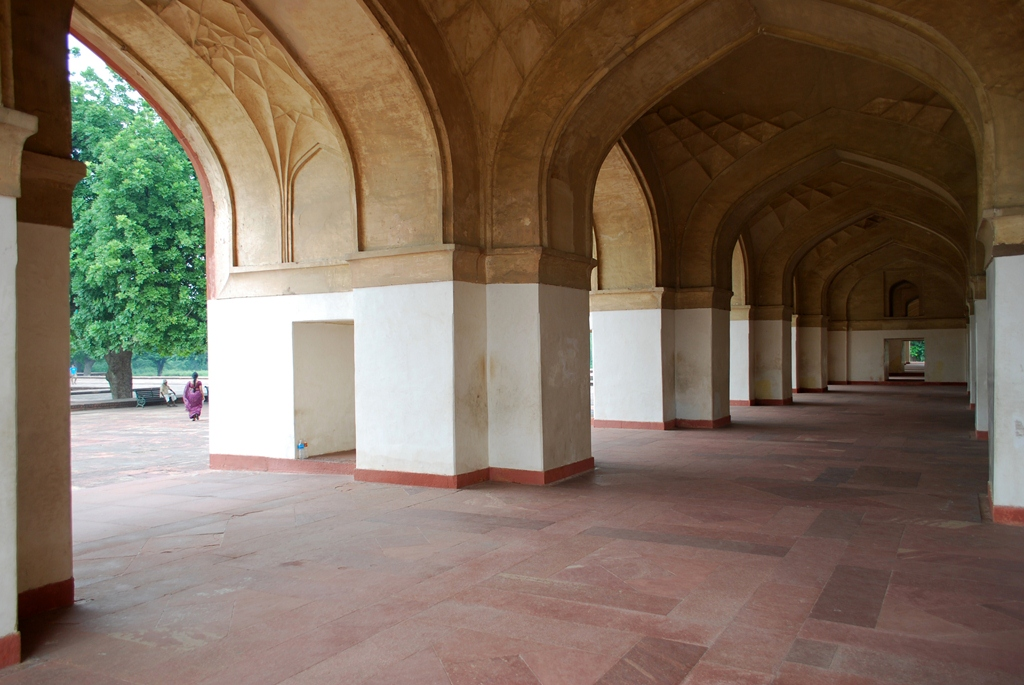
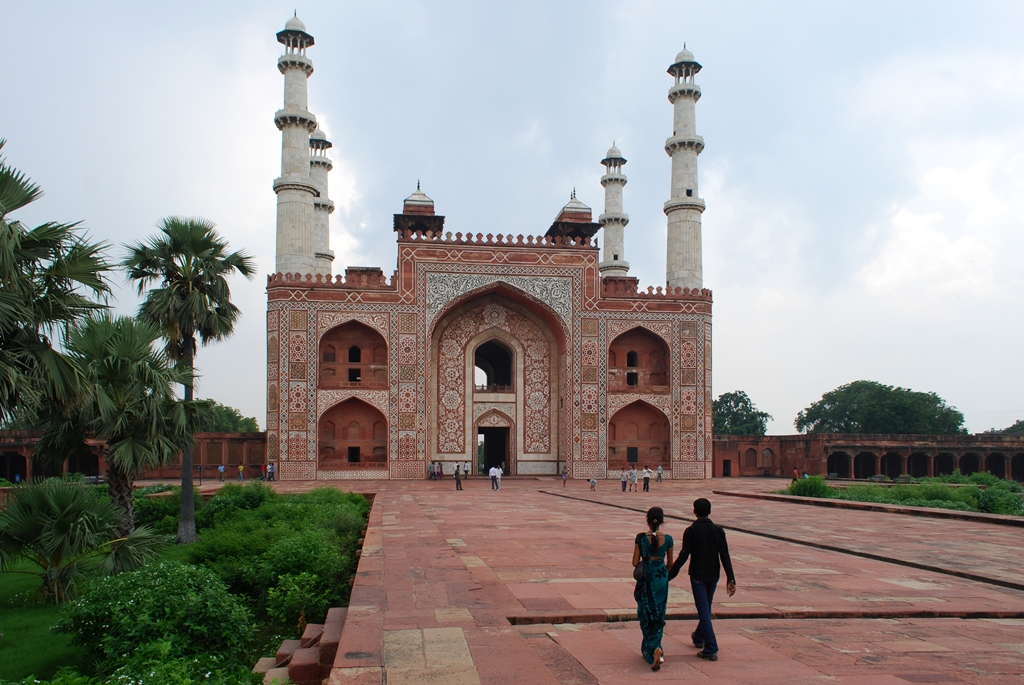
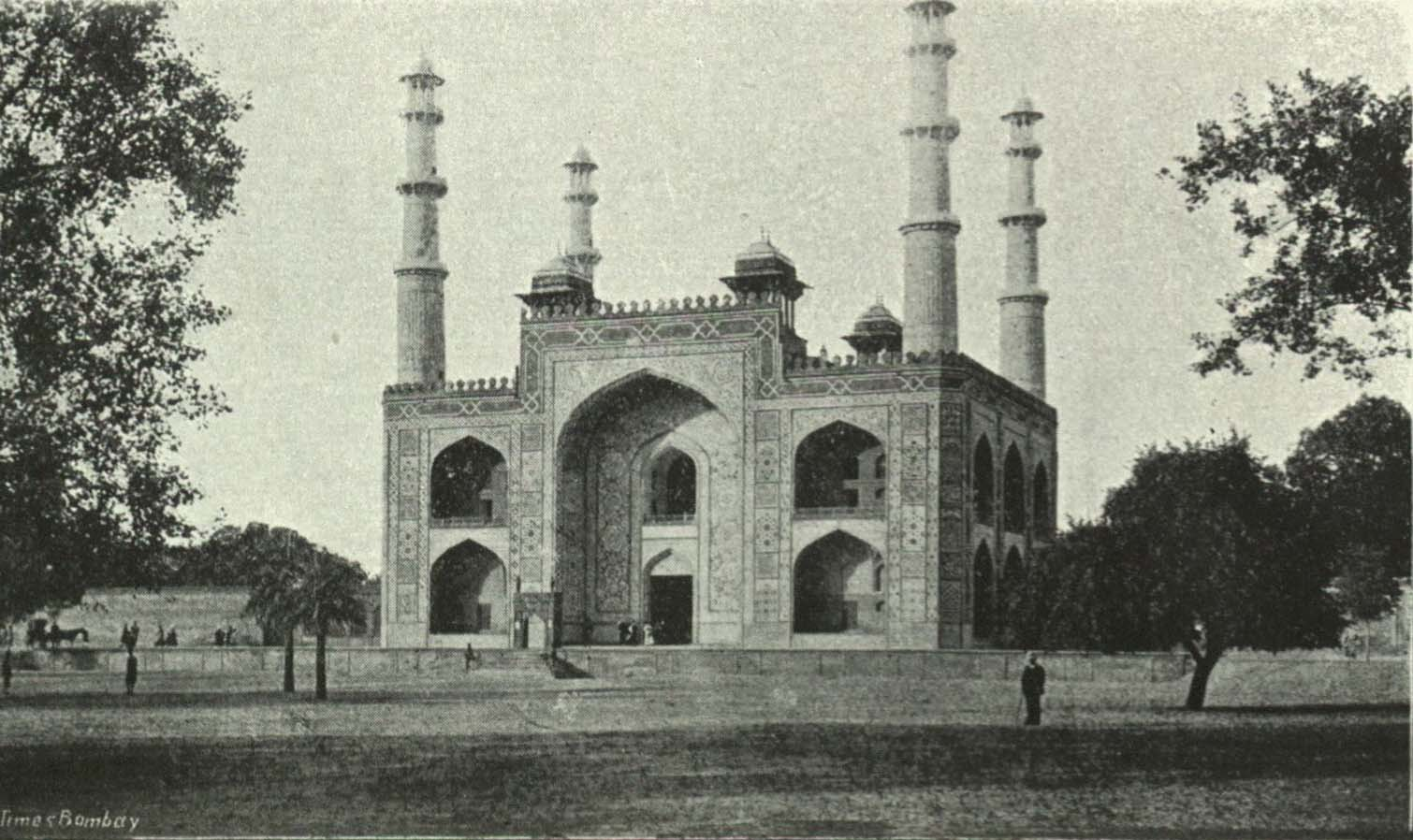
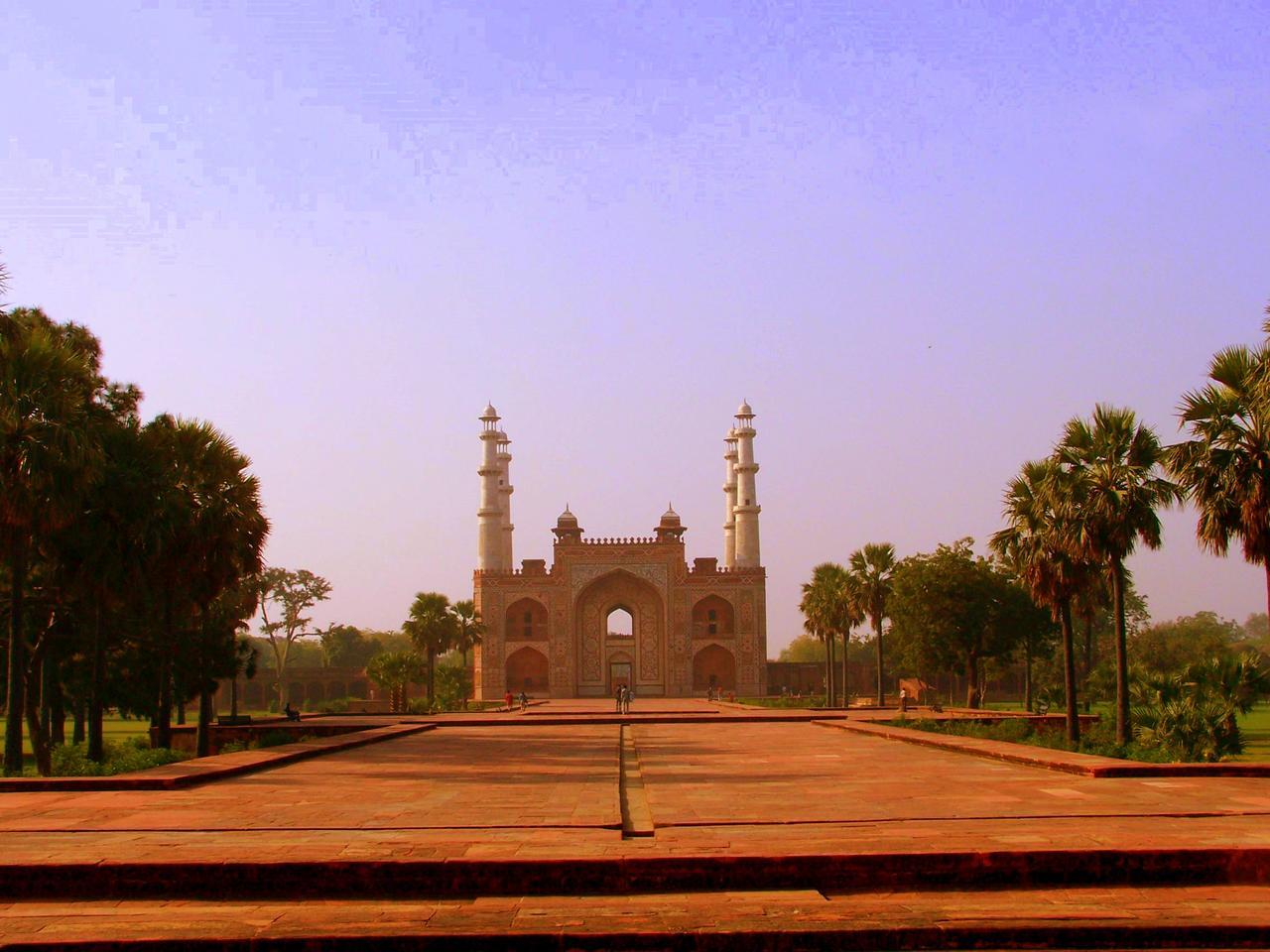
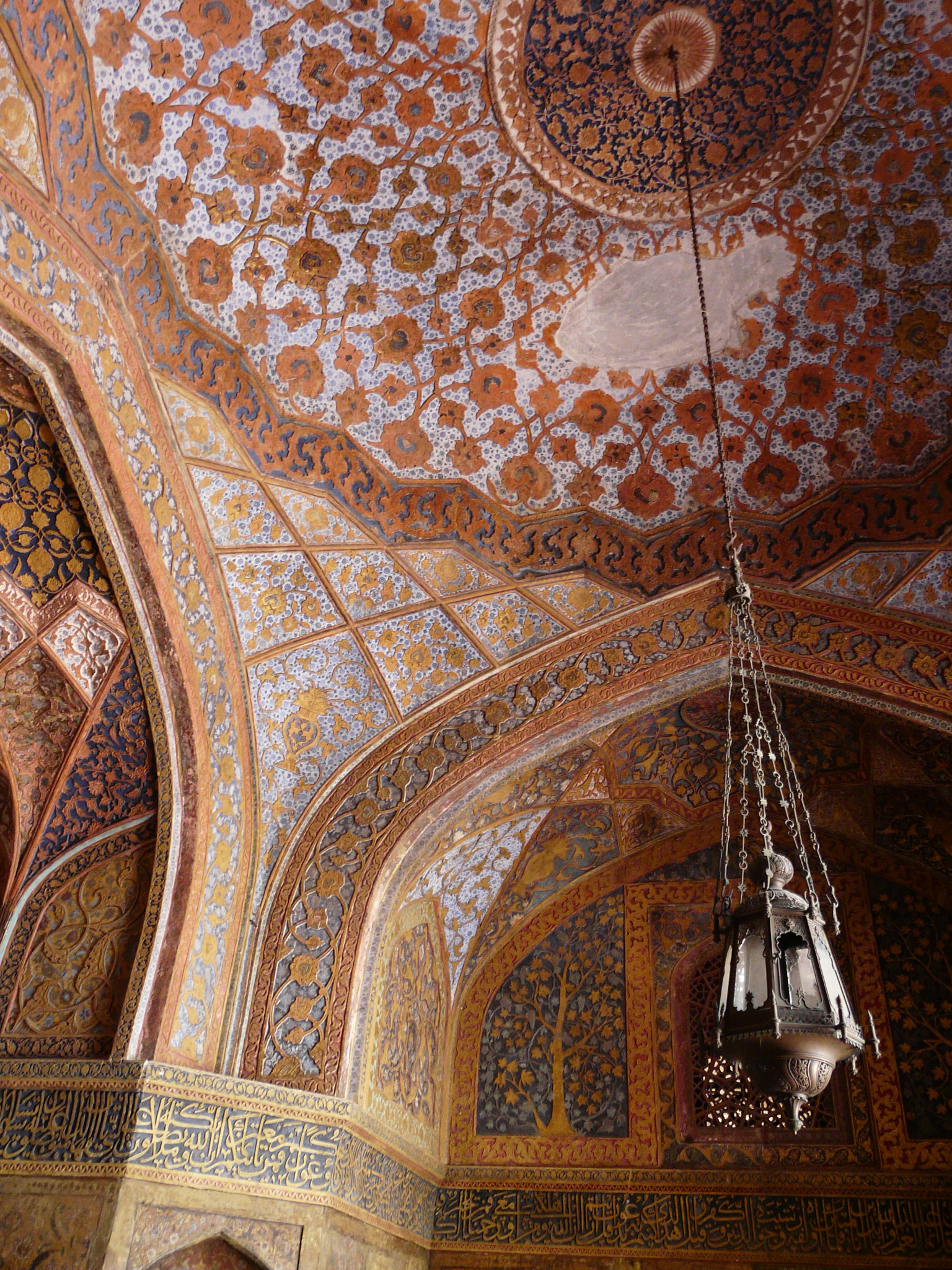
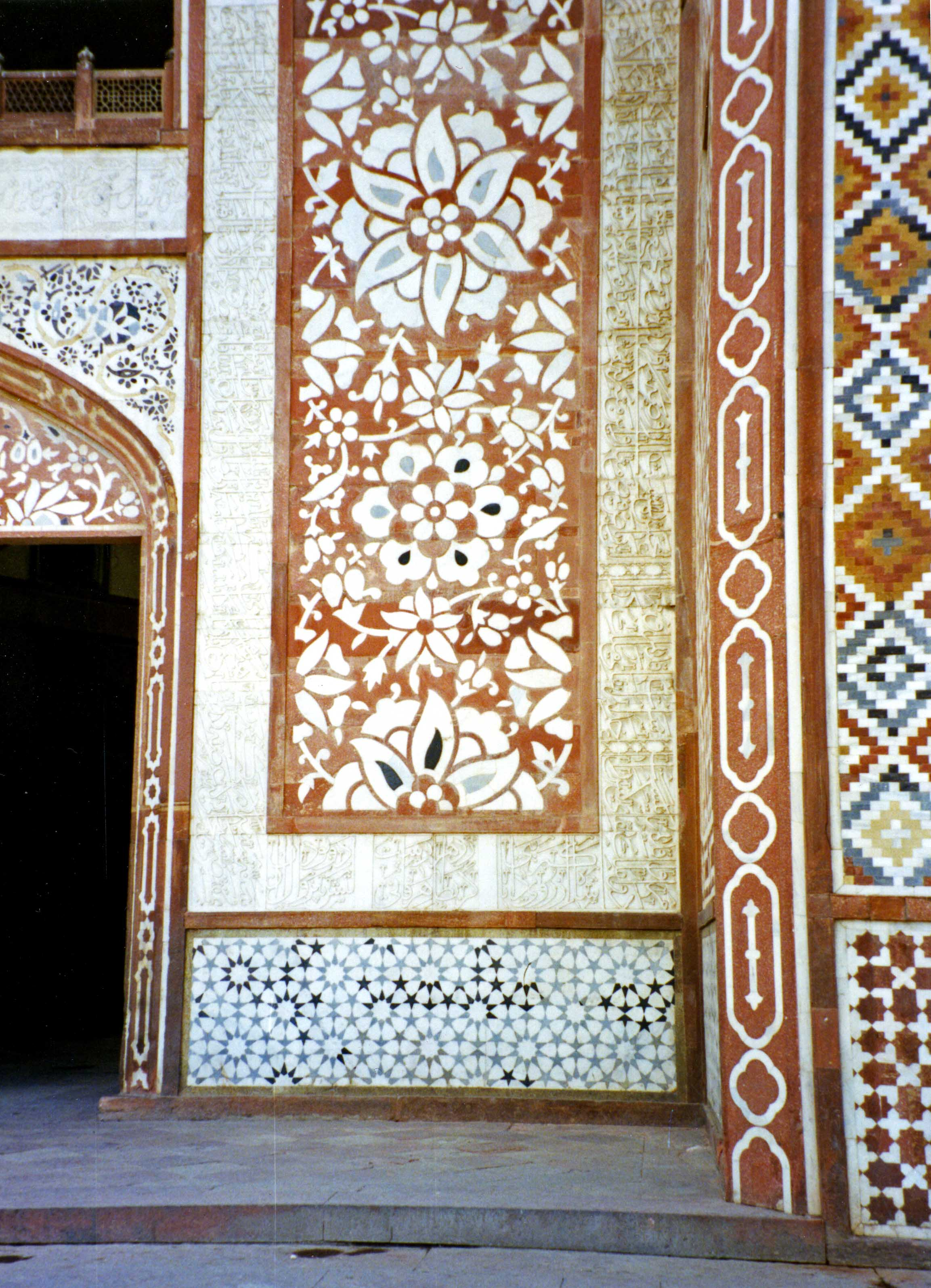
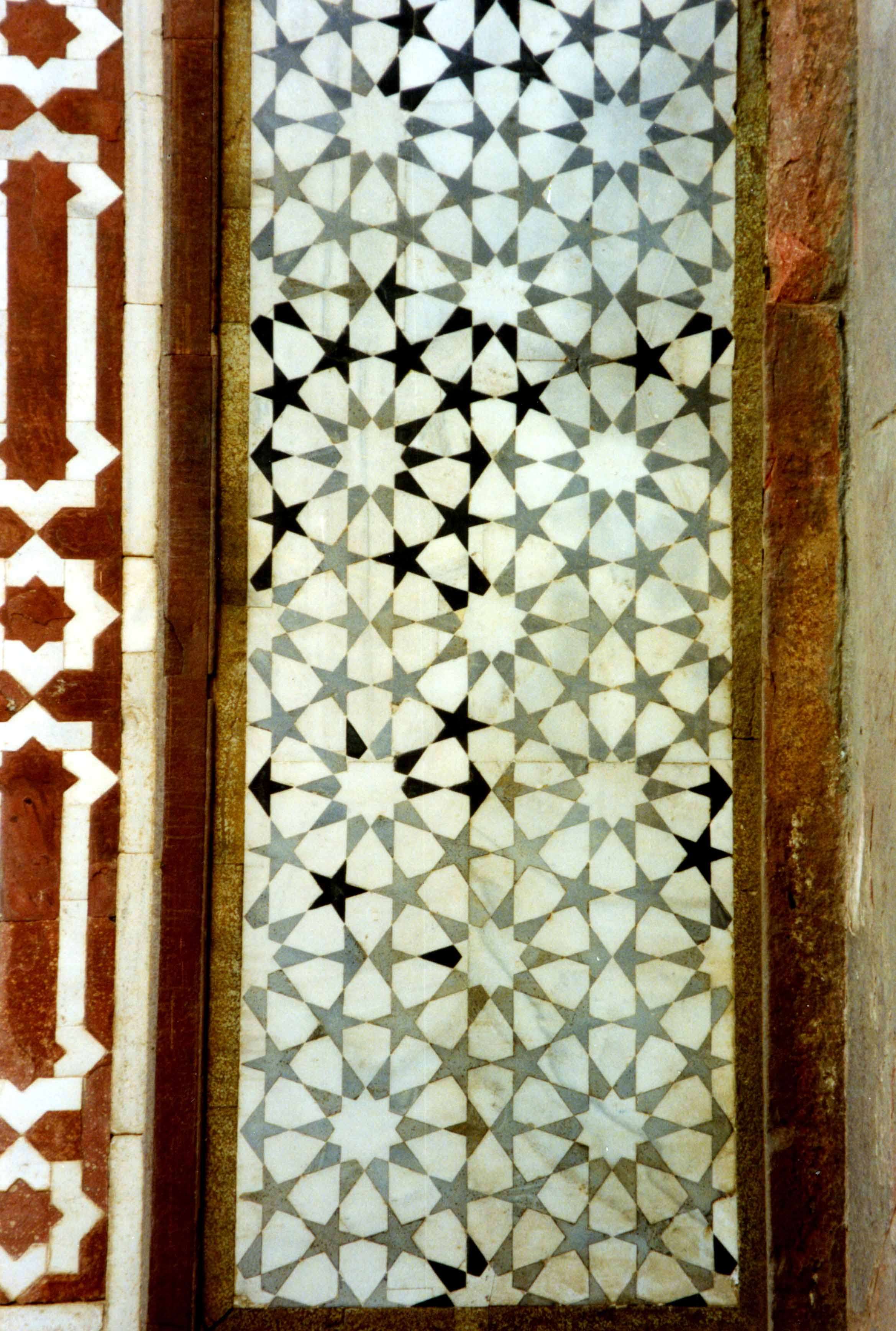
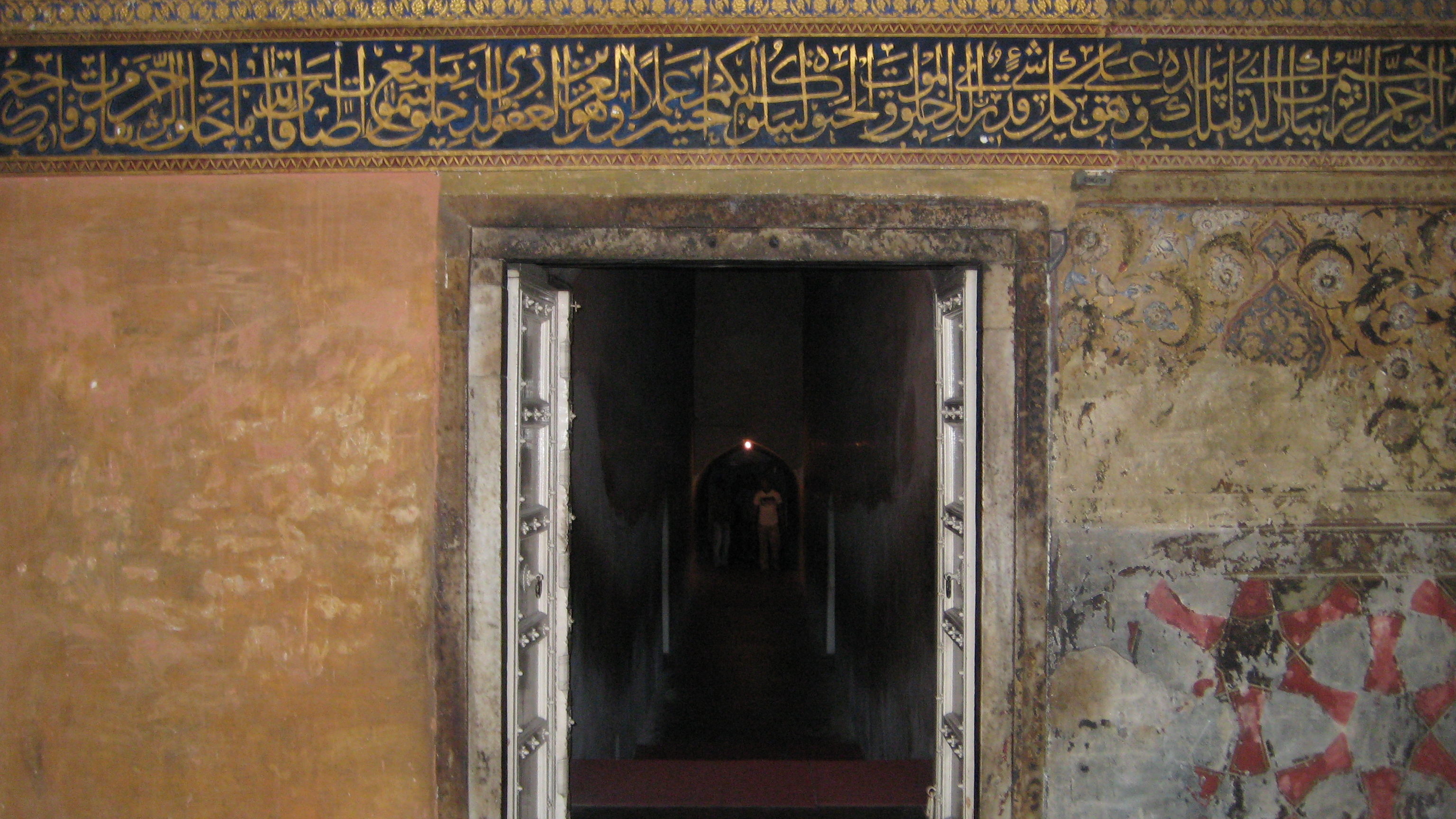
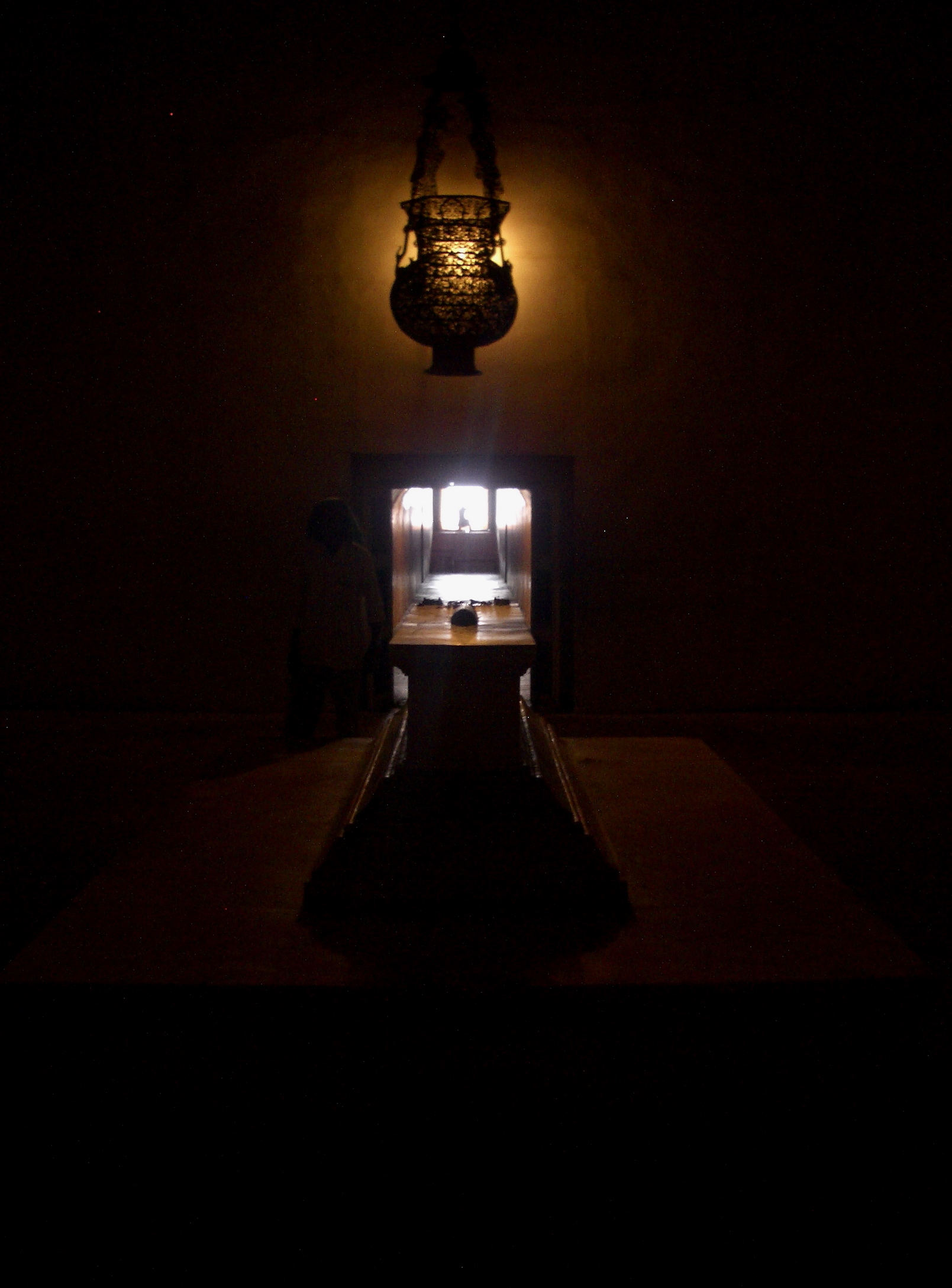
-->
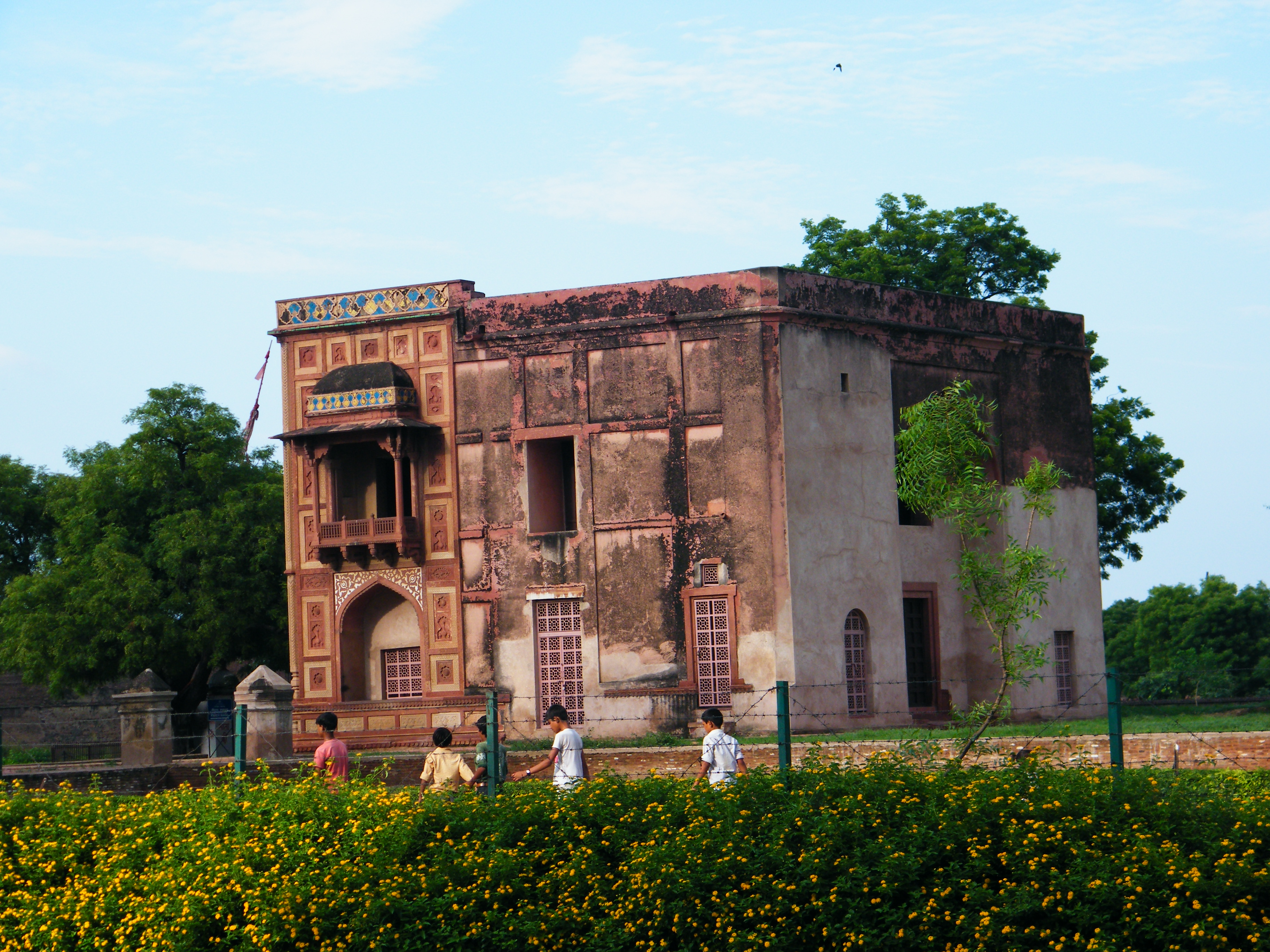